# Selaginella ciliaris
Selaginella ciliaris là một loài dương xỉ trong họ Selaginellaceae. Loài này được Retz. Spring mô tả khoa học đầu tiên năm 1843.